# Yuriko Handa
Yuriko Handa (em japonês:  半田 百合子; Tochigi, 31 de março de 1940) é uma ex-jogadora de voleibol do Japão que competiu nos Jogos Olímpicos de 1964.
Em 1964, ela fez parte da equipe japonesa que conquistou a medalha de ouro no torneio olímpico, no qual atuou em cinco partidas.